# Sixt Werner Vogt von Altensumerau und Prasberg

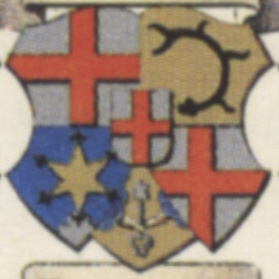
Wappen des Bischofs Sixtus Werner mit dem Wappen der Vogt von Alten-Summerau und Prassberg in den Feldern II. und III.

Sixt Werner Vogt von Altensumerau und Prasberg (* 2. Juni 1575; † 16. November 1627 in Konstanz) war Fürstbischof von Konstanz von 1626 bis 1627.

## Familie
Sixt Werner entstammte dem alten Geschlecht der Vögte von Altensumerau (von Hallwyl) und Prasberg, die dem Einflussbereich der Vorarlberger Hohenemser Reichsgrafen zuzurechnen war, wie auch Markus Sittikus von Hohenems, Bischof von Konstanz 1561 bis 1589, Johann Rudolf Vogt von Summerau und Prasberg, † 1601 als Domherr in Eichstätt, und Franz Johann Vogt von Altensumerau und Prasberg, Bischof von Konstanz 1645 bis 1689.

## Leben
Sixt Werner Vogt von Summerau zu Praßberg studierte 1587 an der Universität Dillingen und war ab 1588 Augsburger Dompropst und 1589 in Konstanz, 1594 in Eichstätt und 1617 in Salzburg. Später war er Domdekan in Konstanz.
Sixt Werner wurde 1626 Bischof von Konstanz, verstarb jedoch bereits 1627. Er wurde im Konstanzer Münster bestattet.